# Tripiti
Tripiti è un piccolo villaggio di 400 abitanti di Milo, in Grecia. 
Nel suo territorio è presente il sito di Isova, con resti archeologici medievali, catacombe e un teatro di epoca romana .
Lungo la costa si ammira un caratteristico buco nella roccia che disegna un arco naturale sopra il mare.